# Zahid Muñoz
Zahid Yibram Muñoz López (Tepatitlán, México; 29 de enero de 2001) es un futbolista mexicano origen sirio. Juega de centrocampista y su equipo actual es el Tepatitlán de la Liga de Expansión MX.

## Trayectoria
Formado en las inferiores del Guadalajara, Muñoz debutó a nivel adulto en enero de 2019 durante su préstamo en el Atlético Zacatepec por la Copa MX ante Querétaro.
Debutó en las Chivas el 2 de agosto de 2020 ante Santos Laguna.

## Selección nacional
Formó parte del plantel que ganó en los Juegos Centroamericanos y del Caribe de 2023.

## Estadísticas
Actualizado al último partido disputado el 14 de julio de 2023.
| Club                       | Div.          | Temporada     | Liga  | Liga  | Copas nacionales | Copas nacionales | Copas internacionales | Copas internacionales | Total | Total |
| Club                       | Div.          | Temporada     | Part. | Goles | Part.            | Goles            | Part.                 | Goles                 | Part. | Goles |
| -------------------------- | ------------- | ------------- | ----- | ----- | ---------------- | ---------------- | --------------------- | --------------------- | ----- | ----- |
| Guadalajara · México       | 1.ª           | 2020-21       | 2     | 0     | —                | —                | —                     | —                     | 2     | 0     |
| Guadalajara · México       | 1.ª           | 2022-23       | 1     | 0     | —                | —                | —                     | —                     | 1     | 0     |
| Guadalajara · México       | 1.ª           | 2023-24       | 1     | 0     | —                | —                | 0                     | 0                     | 1     | 0     |
| Guadalajara · México       | Total club    | Total club    | 4     | 0     | 0                | 0                | 0                     | 0                     | 4     | 0     |
| Zacatepec · México         | 2.ª           | 2018-19       | 0     | 0     | 2                | 0                | —                     | —                     | 2     | 0     |
| Zacatepec · México         | Total club    | Total club    | 0     | 0     | 2                | 0                | 0                     | 0                     | 2     | 0     |
| Tapatío · México           | 2.ª           | 2020-21       | 23    | 3     | —                | —                | —                     | —                     | 23    | 3     |
| Tapatío · México           | 2.ª           | 2022-23       | 10    | 4     | —                | —                | —                     | —                     | 10    | 4     |
| Tapatío · México           | Total club    | Total club    | 33    | 7     | 0                | 0                | 0                     | 0                     | 33    | 7     |
| Atlético San Luis · México | 1.ª           | 2021-22       | 18    | 0     | —                | —                | —                     | —                     | 18    | 0     |
| Atlético San Luis · México | 1.ª           | 2022-23       | 2     | 1     | —                | —                | —                     | —                     | 2     | 1     |
| Atlético San Luis · México | Total club    | Total club    | 20    | 1     | 0                | 0                | 0                     | 0                     | 20    | 1     |
| Total carrera              | Total carrera | Total carrera | 57    | 8     | 2                | 0                | 0                     | 0                     | 59    | 8     |